# Synechocryptus mactator
Synechocryptus mactator är en stekelart som först beskrevs av Tschek 1871.  Synechocryptus mactator ingår i släktet Synechocryptus och familjen brokparasitsteklar. Inga underarter finns listade i Catalogue of Life.